# 第4回全国中等学校優勝野球大会
第4回全国中等学校優勝野球大会（だい4かいぜんこくちゅうとうがっこうゆうしょうやきゅうたいかい）は、1918年8月14日から鳴尾球場で開催予定だった全国中等学校優勝野球大会である。

## 概要
8月9日に全代表が決定し、出場14校は鳴尾に集合済みで、13日には組合せ抽選会も開いていた。代表校には前年優勝の愛知一中や前年準優勝の関西学院中、第1回大会優勝の京都二中、第2回大会優勝の慶応普通部などが決定していた。前々年から採用された敗者復活制は前年愛知一中が敗者復活から優勝したことで物議を醸し、この大会からは取りやめになることが決まっていた。しかし、この年の7月下旬に富山県魚津町で発生した米騒動が大会開始直前の8月下旬には試合場近辺の大阪市や神戸市にも広がり、その後も全国各地へ拡大したことから中止となった。
朝日新聞社は13日から16日までの4日間の参加費用の一切を負担した。優勝旗は前年優勝校の愛知一中がそのまま持ち帰った。これらの学校は実際には行われなかった第4回大会分も出場回数に加えられている。なお、大阪府の北野中の校庭を球場として非公開開催をする案も浮上していた。
地方大会も全国大会も中止となった1941年の第27回大会および2020年の第102回大会とは異なり、第4回大会は地方大会開催（代表校決定）後に全国大会のみ中止となった唯一の事例である。

## 代表校
| 地方大会 | 代表校     | 出場回数     |
| -------- | ---------- | ------------ |
| 東北     | 一関中     | 2年ぶり2回目 |
| 関東     | 竜ヶ崎中   | 初出場       |
| 京浜     | 慶応普通部 | 3年連続3回目 |
| 甲信     | 長野師範   | 3年連続3回目 |
| 北陸     | 長岡中     | 初出場       |
| 東海     | 愛知一中   | 2年連続2回目 |
| 京津     | 京都二中   | 2年ぶり3回目 |

| 地方大会 | 代表校     | 出場回数     |
| -------- | ---------- | ------------ |
| 紀和     | 和歌山中   | 4年連続4回目 |
| 大阪     | 市岡中     | 2年ぶり2回目 |
| 兵庫     | 関西学院中 | 3年連続3回目 |
| 山陰     | 鳥取中     | 2年ぶり3回目 |
| 山陽     | 広島商     | 3年連続3回目 |
| 四国     | 今治中     | 初出場       |
| 九州     | 中学明善   | 2年ぶり2回目 |

## 組み合わせ

### 1回戦
- 広島商 - 慶応普通部
- 中学明善 - 和歌山中
- 長野師範 - 関西学院中
- 今治中 - 京都二中
- 愛知一中 - 鳥取中
- 長岡中 - 一関中
- 市岡中 - 竜ヶ崎中